# Tone Janša kvartet (album)
Tone Janša kvartet je drugi studijski album mednarodnega Tone Janša kvarteta, ki je izšel 28. oktobra 1978 pri beograjski založbi PGP RTB.
Izšla sta dve različici albuma. Originalna naslovnica vsebuje fotografijo Janše s saksofonom, druga pa je promocijska, ki je izšla brezplačno skupaj z vstopnico za Beograjski jazz festival 1978.
Skladbe »Motiv (Motive)«, »Vizija (Vision)«, »Vzgon (Buoyancy)« in »Sonce (Sun)« so leta 2001 ponovno izšle na kompilacijskem albumu kvarteta, Bouyancy.

## Seznam skladb
Avtor vseh skladb je Tone Janša.
| Stran A | Stran A                 | Stran A |
| Št.     | Naslov                  | Dolžina |
| ------- | ----------------------- | ------- |
| 1.      | „Motiv (Motive)‟        | 16:15   |
| 2.      | „Sedmina (Seventh Day)‟ | 6:10    |

| Stran B | Stran B            | Stran B |
| Št.     | Naslov             | Dolžina |
| ------- | ------------------ | ------- |
| 1.      | „Mrak (Dusk)‟      | 4:58    |
| 2.      | „Vizija (Vision)‟  | 4:45    |
| 3.      | „Vzgon (Buoyancy)‟ | 3:41    |
| 4.      | „Sonce (Sun)‟      | 9:41    |

## Zasedba
- Tone Janša – tenor saksofon, sopran saksofon, flavta
- Andre Jeanquartier – klavir
- Ewald Oberleitner – bas
- Johann Preininger – bobni (A1, A2)
- Miroslav Karlović – bobni (B1–B4)

## Produkcija
- Predgovor: Mladen Mazur
- Koncept oblikovanja: Milenko Miletić
- Fotografija: Janez Klemenčič
- Recenzent: Svetolik Jakovljević
- Glavni urednik: Stanko Terzić